# Gu Shi
Gu Shi (chinesisch 顾适, Pinyin Gù Shì; * 1985) ist eine chinesische Science-Fiction-Schriftstellerin sowie Stadtplanerin.

## Leben
Gu Shi machte ihren Abschluss an der Tongji-Universität in Shanghai sowie einen Master an der China Academy of Urban Planning and Design. Seit dem Jahr 2012 forscht sie am universitätseigenen Stadtplanungsinstitut.

## Bibliographie (Auswahl)
- Spiegelbild (Kurzgeschichte); Originaltitel 倒影 (Pinyin dàoyǐng); veröffentlicht im Juli 2013; auf Deutsch erschienen in der Anthologie Zerbrochene Sterne, ISBN 978-3-453-32058-1.
- The Last Save (chinesisch 最終檔案 / 最终档案, Pinyin Zuìzhōng dǎng'àn), veröffentlicht 2013 in Super Nice, erschienen in der Anthologie Sinopticon, ISBN 978-1-78108-852-4.
- Die Möbius-Raumzeit (Kurzgeschichte); Originaltitel 莫比乌斯空间 (Pinyin mòbǐwūsī kōngjiān); veröffentlicht in Science Fiction World im Juni 2016; auf Deutsch erschienen in der Anthologie Quantenträume, ISBN 978-3-453-31904-2. Ausgezeichnet mit dem Galaxy Award 2017.[6][7][4]
- Chimera; veröffentlicht im März 2016 im Clarkesworld Magazin.[1][8]
- No one at the wild dock; veröffentlicht im Januar 2022 im Clarkesworld Magazin.[1]
- Introduction to 2181 Overture, Second Edition; veröffentlicht im Januar 2023 im Clarkesworld Magazin.[1][3]
- The MagiMirror Algorithm, erschienen in der Anthologie The Book of Beijing